# Saint-Pierre-de-Juillers
Saint-Pierre-de-Juillers là một xã trong tỉnh Charente-Maritime trong vùng Nouvelle-Aquitaine, tây nam nước Pháp. Xã Saint-Pierre-de-Juillers nằm ở khu vực có độ cao trung bình 50 mét trên mực nước biển.